# 松浦市
松浦市（日语：／ Matsuura shi */?）是位於日本長崎縣北部北松浦半島的城市，北部面向伊萬里灣。以戰國時代的武士組織松浦黨的起源地而聞名。
轄區內有兩個主要的島嶼福島與鷹島，雖然隸屬松浦市，但是福島僅有福島大橋可通往佐賀縣伊萬里市，鷹島也僅有鷹島肥前大橋可通往佐賀縣唐津市，此兩島與並無陸上交通可直接與松浦市的本土部分聯繫；也因此此兩島嶼實際上是與佐賀縣的往來較為密切，甚至過去也曾出現併入佐賀縣的提議。 

## 歷史
在律令時期，屬於肥前國松浦郡。

### 年表
- 1889年4月1日：實施町村制，現在的轄區在當時分屬：北松浦郡志佐町、上志佐村、御廚村、星鹿村、調川村、今福村、福島村、鷹島村。
- 1929年4月1日：今福村改制為今福町。
- 1941年1月1日：御廚村與星鹿村合併為新設置的新御廚町。
- 1949年1月1日：調川村改制為調川町。
- 1951年1月21日：福島村改制為福島町。
- 1954年4月1日：志佐町與上志佐村合併為新設置的志佐町。
- 1955年3月31日：志佐町、新御廚町、調川町合併為松浦市。
- 1955年4月15日：今福町被併入松浦市。
- 1975年1月1日：鷹島村改制為鷹島町。
- 2006年1月1日：松浦市與福島町、鷹島町合併為新設置的松浦市。

### 變遷表
| 1889年以前 | 1889年4月1日 | 1889年 - 1926年      | 1926年 - 1944年      | 1926年 - 1944年       | 1945年 - 1954年       | 1955年 - 1989年          | 1989年 - 現在       | 現在                |
| ---------- | ------------ | -------------------- | -------------------- | --------------------- | --------------------- | ------------------------ | ------------------- | ------------------- |
|            | 志佐村       | 1921年11月1日 志佐町 | 1921年11月1日 志佐町 | 1921年11月1日 志佐町  | 1954年4月1日 志佐町   | 1955年3月31日 松浦市     | 2006年1月1日 松浦市 | 2006年1月1日 松浦市 |
|            | 上志佐村     |                      |                      |                       | 1954年4月1日 志佐町   | 1955年3月31日 松浦市     | 2006年1月1日 松浦市 | 2006年1月1日 松浦市 |
|            | 御廚村       | 御廚村               | 御廚村               | 1941年1月1日 新御廚町 | 1941年1月1日 新御廚町 | 1955年3月31日 松浦市     | 2006年1月1日 松浦市 | 2006年1月1日 松浦市 |
|            | 星鹿村       |                      |                      | 1941年1月1日 新御廚町 | 1941年1月1日 新御廚町 | 1955年3月31日 松浦市     | 2006年1月1日 松浦市 | 2006年1月1日 松浦市 |
|            | 調川村       | 調川村               | 調川村               | 調川村                | 1949年1月1日 調川町   | 1955年3月31日 松浦市     | 2006年1月1日 松浦市 | 2006年1月1日 松浦市 |
|            | 今福村       | 今福村               | 1929年4月1日 今福町  | 1929年4月1日 今福町   | 1929年4月1日 今福町   | 1955年4月15日 併入松浦市 | 2006年1月1日 松浦市 | 2006年1月1日 松浦市 |
|            | 福島村       | 福島村               | 福島村               | 福島村                | 1951年12月1日 福島町  | 1951年12月1日 福島町     | 2006年1月1日 松浦市 | 2006年1月1日 松浦市 |
|            | 鷹島村       | 鷹島村               | 鷹島村               | 鷹島村                | 鷹島村                | 1975年1月1日 鷹島町      | 2006年1月1日 松浦市 | 2006年1月1日 松浦市 |

## 交通

### 鐵路
- 松浦鐵道
  - 西九州線：今福車站 - 鷹島口車站 - 前濱車站 - 調川車站 - 松浦車站 - 松浦發電所前車站 - 御廚車站 - 西木場車站

|  |  |
|  |  |

### 道路
高速道路
- 西九州自動車道：今福交流道 - 調川交流道 - 松浦交流道 - 御廚交流道

## 觀光資源

### 景點
- 四季之森石倉
- 龍王瀑布
- 松浦水軍之鄉 海之故鄉館
- いろは島
- 蒙古村
- 鷹島歴史民俗資料館

### 祭典、活動
- 松浦水軍祭：於10月舉行

## 教育

### 高等學校
- 長崎縣立松浦高等學校
  - 鷹島分校
- 長崎縣立松浦東高等學校

## 姊妹、友好都市

### 海外
- 麥凱（澳大利亚昆士蘭州）：於1989年7月22日締結為姊妹都市，

## 外部連結
- （日語） 新松浦漁業協同組合
- （日語） 松浦商工會議所 （页面存档备份，存于）